# Чеховиці-Дзедзиці (гміна)
Гміна Чеховиці-Дзедзиці (пол. Gmina Czechowice-Dziedzice) — місько-сільська гміна у південній Польщі. Належить до Бельського повіту Сілезького воєводства.
Станом на 31 грудня 2011 у гміні проживало 44370 осіб.

## Територія
Згідно з даними за 2007 рік площа гміни становила 66.28 км², у тому числі:
- орні землі: 53.00%
- ліси: 15.00%

Таким чином, площа гміни становить 14.50% площі повіту.

## Населення
Станом на 31 грудня 2011:
| Опис     | Загалом | Загалом | Чоловіки | Чоловіки | Жінки | Жінки |
| -------- | ------- | ------- | -------- | -------- | ----- | ----- |
| одиниця  | осіб    | %       | осіб     | %        | осіб  | %     |
| все      | 44370   | 100     | 21477    | 48.40    | 22893 | 51.60 |
| міське   | 35498   | 100     | 17031    | 47.98    | 18467 | 52.02 |
| сільське | 8872    | 100     | 4446     | 50.11    | 4426  | 49.89 |

## Сусідні гміни
Гміна Чеховіце-Дзедзіце межує з такими гмінами: Бествіна, Ґочалковіце-Здруй, Пщина, Хибе, Ясениця.